# Turismo en Japón

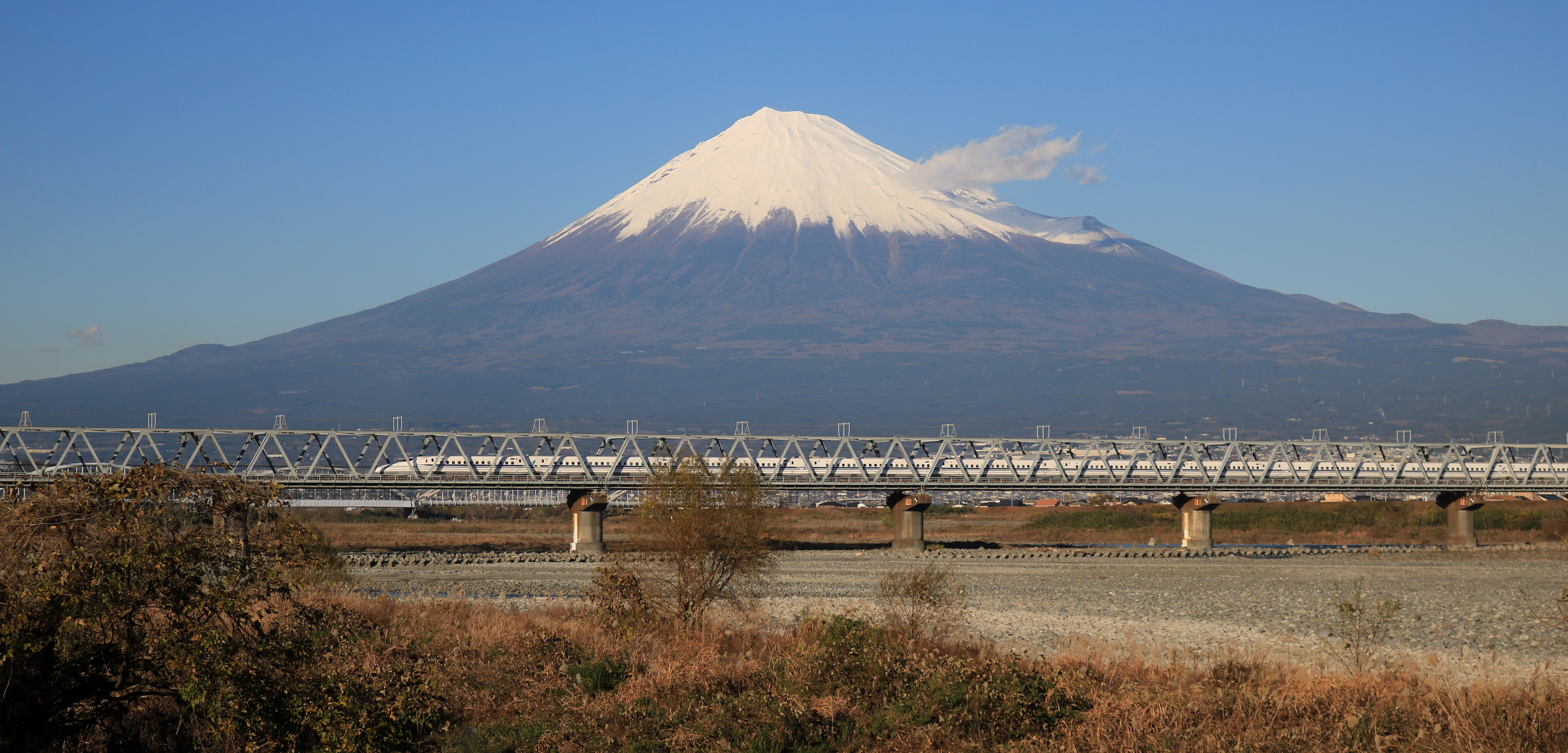
Tōkaidō Shinkansen, Monte Fuji (2016)

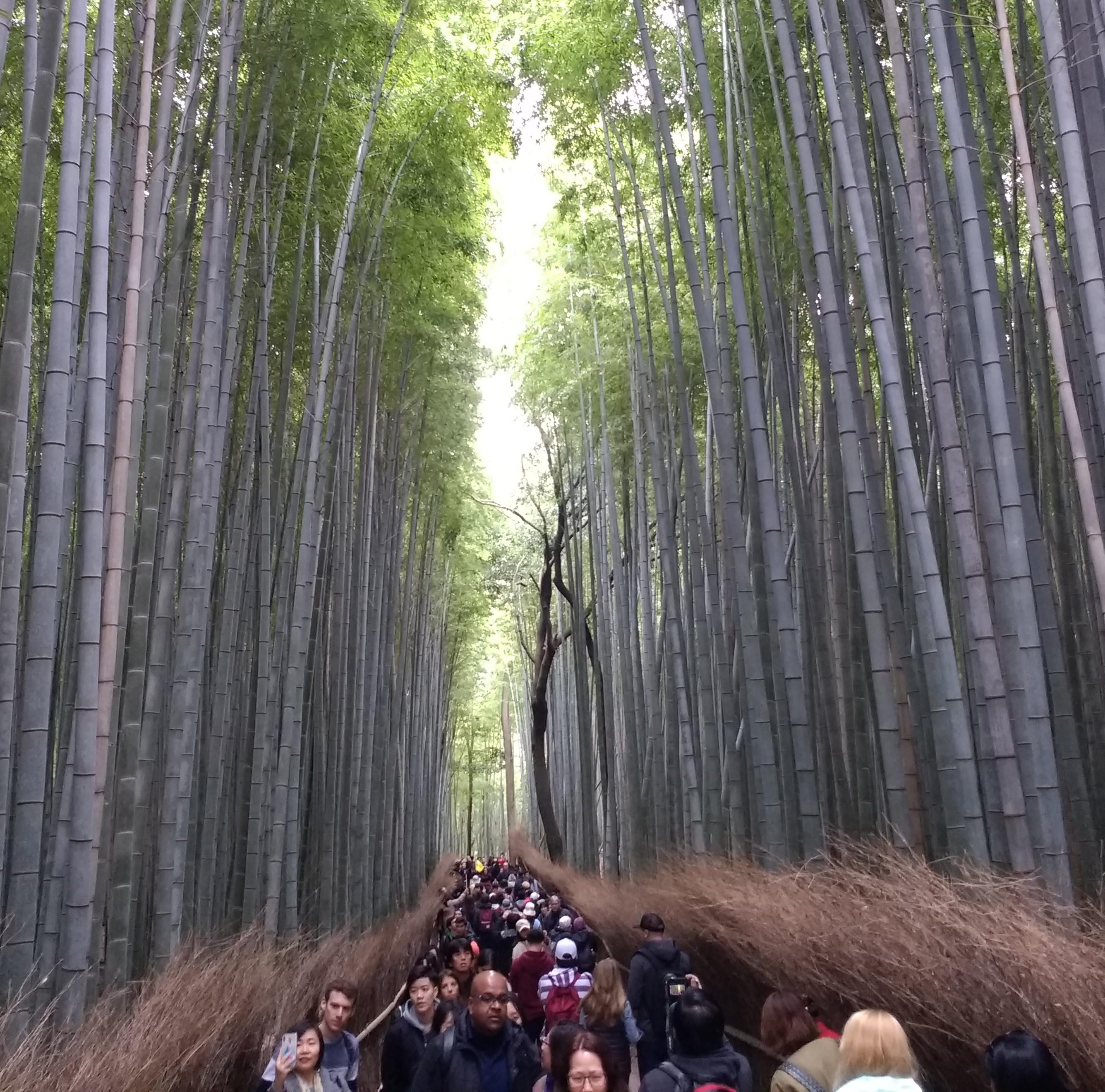
Turistas en un bosque de bambú en Kioto

El turismo en Japón es considerado el mejor de Asia y cuarto a nivel global según el Índice de Competitividad en Viajes y Turismo de 2017. Además obtuvo puntuaciones relativamente altas en casi todos los aspectos, especialmente en salud e higiene, seguridad y protección, recursos culturales y viajes de negocios.
En 2016, atrajo a 24,03 millones de turistas internacionales. Japón cuenta con 19 sitios del patrimonio mundial, incluyendo el castillo de Himeji, los monumentos históricos de la antigua Kioto y Nara. Las atracciones turísticas más populares incluyen Tokio e Hiroshima, el Monte Fuji, estaciones de esquí como Niseko en Hokkaido, la isla de Okinawa.
Durante muchos años el turismo ha sido una industria periférica, pero a partir de las declaraciones del entonces primer ministro Jun'ichiro Koizumi en el año 2003, se habían comprometido a llevar a cabo una serie de políticas dirigidas a este sector para lograr un “país orientado al turismo”, donde el Gobierno lo adoptó como concepto central en sus políticas.{{3}}
En la actualidad, Japón es de los países más destacados del mundo por sus características tan diferenciables de entre cualquier otro destino. Un país exótico con un gran atractivo cultural, gastronómico y sobre todo tecnológico. La nación nipona va en camino a ser potencia mundial en turismo debido a su  modernismo, la variedad de templos religiosos, plazas, calles que reflejan el día a día de su gente y su evolución constante, así como mercados callejeros y sitios de comida famosos por sus exóticos platos.

## Historia
Los orígenes de las tradiciones tempranas de las visitas a los sitios pintorescos son confusos, pero las excursiones tempranas de la visión eran viaje de Matsuo Basho 1689 al entonces "norte lejano" de Japón, que ocurrió no mucho después de Hayashi Razan clasificó las tres vistas de Japón en 1643. Durante la era Edo de Japón, desde alrededor de 1600 a la Restauración Meiji en 1867, los viajes se reguló en el país a través del uso de shukuba o estaciones de correos, las ciudades donde los viajeros tenían que presentar la documentación adecuada. A pesar de estas restricciones, las estaciones de portero y establos de caballos, así como lugares para alojamiento y comida estaban disponibles en rutas bien viajadas. Durante este tiempo, Japón era un país cerrado a los extranjeros, así que no existía turismo extranjero en Japón
Después de la Restauración Meiji y la construcción de una red ferroviaria nacional, el turismo se convirtió en una perspectiva más asequible para los ciudadanos nacionales y los visitantes de países extranjeros podrían entrar legalmente en Japón. Ya en 1887, los funcionarios gubernamentales reconocieron la necesidad de un sistema organizado de atracción de turistas extranjeros; El Kihinkai (貴賓 会?), Que tenía como objetivo coordinar a los jugadores en el turismo, se estableció ese año con la bendición del primer ministro Ito Hirobumi. Sus primeros líderes incluyeron Shibusawa Eiichi y Ekida Takashi. Otro hito importante en el desarrollo de la industria del turismo en Japón fue la aprobación en 1907 de la Ley de Desarrollo Hotelero, por lo que el Ministerio de Ferrocarriles comenzó a construir hoteles de propiedad pública en todo Japón.

## Estado actual

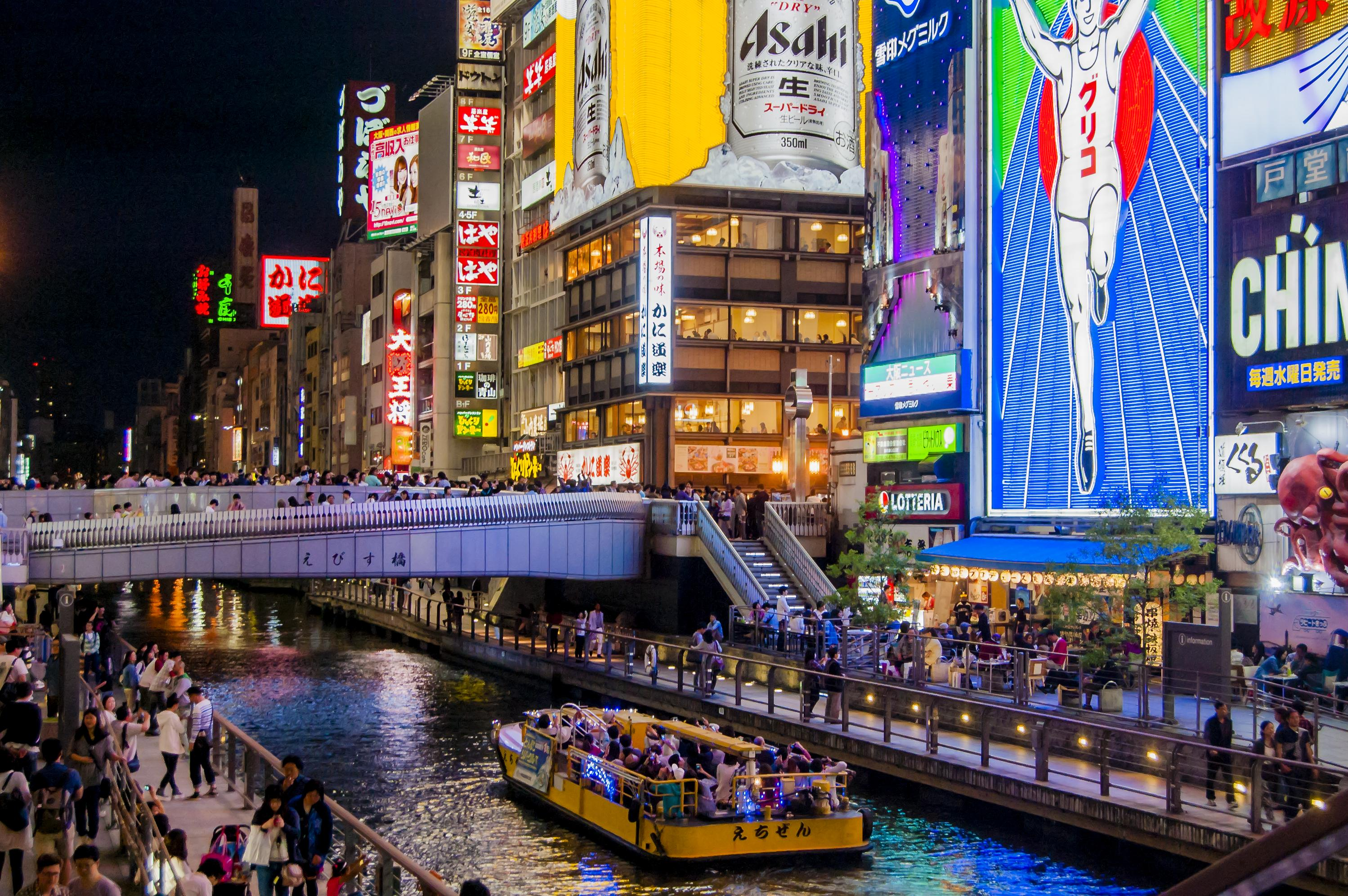
Osaka (2014)

El turismo interno sigue siendo una parte vital de la economía japonesa y de la cultura japonesa. Los niños en muchas escuelas intermedias ven el punto culminante de sus años como una visita a Tokio, Disneyland o tal vez la Torre de Tokio, y muchos estudiantes de secundaria a menudo visitan Okinawa o Hokkaido. La extensa red ferroviaria, junto con los vuelos nacionales, a veces en aviones con modificaciones para favorecer las distancias relativamente cortas involucradas en viajes dentro del Japón, permite un transporte eficiente y rápido. En el turismo entrante, Japón se ubicó en el puesto 28 en el mundo en 2007. En 2009, el Yomiuri Shimbun publicó una lista moderna de monumentos famosos bajo el nombre Heisei Hyakkei (las Cien Vistas del período Heisei).
La vecina Corea del Sur es la fuente más importante de turistas extranjeros en Japón. En 2010, los 2,4 millones de llegadas representaron el 27% de los turistas que visitaban Japón.
Los viajeros chinos son los que más gastan en Japón por país, gastando un estimado de 196.400 millones de yenes (US $ 2.400 millones) en 2011, o casi una cuarta parte del gasto total de visitantes extranjeros, según datos de la Agencia de Turismo de Japón.
El gobierno japonés espera recibir 40 millones de turistas extranjeros cada año para 2020.
Algunas de las ciudades japonesas más turísticas son Tokio (la capital), Kioto u Osaka.

## Contribución a las crisis nacionales

2003 -

Después de la triple fusión de los reactores nucleares en Fukushima, el número de visitantes extranjeros disminuyó durante meses. En septiembre de 2011, cerca de 539.000 personas extranjeras visitaron Japón, esto fue un 25 por ciento menos que en el mismo mes de 2010. Este descenso se atribuyó en gran medida al accidente nuclear de Fukushima y el yen más fuerte hizo una visita a Japón más caro.
Para impulsar el turismo, la Agencia Japonesa de Turismo anunció en octubre de 2011 un plan para dar 10.000 pasajes aéreos de ida y vuelta a Japón para alentar a los visitantes a venir. En 2012 se ofrecerían boletos gratis si los ganadores escribían en línea sobre sus experiencias en Japón. También tendrían que responder a algunas preguntas sobre cómo se sintieron al visitar Japón después del terremoto y cómo se podría renovar el interés en el turismo en Japón. Aproximadamente US $ 15 millones se gastarán en este programa. El 26 de diciembre de 2011, la Agencia de Turismo de Japón informó en su sitio que el "Proyecto Fly to Japan!", que habría dado 10.000 pasajes de ida y vuelta a Japón, no fue aprobado por el gobierno para el año fiscal 2012.
A principios de 2020, Japón recibió solo 4,1 millones de turistas extranjeros, ya que muchos países endurecieron las restricciones de viaje debido a la pandemia mundial de COVID-19. Esta fue la primera vez que las estadísticas de visitantes cayeron desde la Gran Recesión de 2008.
A finales de noviembre de 2021, en medio de la propagación de una variante Omicron de COVID-19 altamente transmisible, muchos países, incluido Japón, endurecieron las restricciones de viaje, y algunos gobiernos prohibieron completamente los viajes para frenar la transmisión.
En septiembre de 2022, el gobierno japonés anunció que algunos países no exigirían visas a partir de octubre de 2022, en un intento por reabrir los viajes internacionales después de las restricciones fronterizas pandémicas. Antes de la pandemia, Japón no exigía visas de turista para 68 países y regiones.

## Principales destinos turísticos
Entre los sitios más populares para el 2024, están:
- TeamLab Planets TOKYO DMM
- Templo Sensōji
- Tokyo Skytree
- Cruce de Shibuya
- Torre de Tokio
- Tokyo Disneyland
- Santuario Meiji Jingū
- Owl Cafe Tokyo Akiba Fukurou
- CupNoodles Museum Yokohama
- Tokyo DisneySea